# Filosofia babilônica
As origens da filosofia babilônica podem ser observadas desde o remoto conhecimento mesopotâmico, o que embasou certas filosofias de vida, particularmente a ética. A filosofia babilônica está presente mais em formas de dialeto, diálogos, poesia épica, folclore, hinos, prosa e provérbios.
O Esagil-kin-apli's medical Diagnostic Handbook, um escrito datado do século XI a.C., foi baseado em um conjunto de axiomas lógicos, incluindo a visão moderna de que através de examinação e checagem dos sintomas de um paciente, é possível determinar a doença do paciência, e sua etimologia e o desenvolvimento futuro, e as chances do paciente recuperar-se.
Durante os séculos VIII e VII a.C., astrônomos babilônicos começaram a estudar filosofia lidando com a natureza ideal do universo no início e começaram a empregar uma lógica interna em seus previsíveis sistemas planetários. Isto contribui muito para a filosofia da ciência e para a astronomia em geral.
É bem provável que a filosofia da Babilônia tenha sido influenciada na Grécia, particularmente a Filosofia helenística. O texto babilônico Diálogo do pessimismo contém similaridades com o pensamento agnóstico dos sofistas, e os diálogos de Platão, bem como um percursos do método socrático, desenvolvido por Sócrates.